# Tetnuldi
Il Tetnuldi (in georgiano  თეთნულდი?; in russo Тетну́льди?) è un picco nello sperone del Muro di Bezengi, nella Catena del Caucaso principale. Si trova nell'alta Svanezia, in Georgia, 2 km a sud del picco della Gestola e del confine con la Russia (Cabardino-Balcaria).
È alto 4869 m. La vetta ha due picchi ed è composta da antiche rocce cristalline. Scendono dalla cima i ghiacciai Oish, Adishi e Nageb. 22 km a ovest della vetta si trova la città di Mest'ia.
Nel 1896, una squadra di alpinisti austriaci guidati da Douglas Freshfield salì per la prima volta in vetta.